# Demonax javanicus
Demonax javanicus es una especie de insecto coleóptero de la familia Cerambycidae. Estos longicornios son endémicos de Java (Indonesia).
Mide unos 10 mm.